# District Six
District Six (afrikaans Distrik Ses) ist ein 1867 im Rahmen einer Kommunalreform so definierter Bezirk im südafrikanischen Kapstadt. Das Gebiet wurde vor allem von freigelassenen Sklaven, Händlern, Künstlern, Arbeitern und Immigranten bewohnt, da es nahe dem Stadtzentrum und dem Hafen gelegen war. 
In den späten 1960er Jahren wurde der als multiethnisches, kulturelles Zentrum geltende Stadtbezirk gewaltsam geräumt und abgerissen und in ein Wohnviertel für „Weiße“ umgewidmet. Die Vertreibung der vormaligen Bevölkerung gilt als eines der Musterbeispiele für die rassistische Politik der Apartheidsperiode. Dieser Prozess stand mit der seit 1968 verstärkt landesweit vorangetriebenen „urbanen Umsiedlung“ (urban relocation) „nichtweißer“ Bevölkerungsgruppen im Zusammenhang, wodurch sich eine geographisch deutlichere Differenzierung zwischen den Wohngebieten „weißer“ und „nichtweißer“ Einwohner herausbildete.

## Geschichte
Als am Anfang des 20. Jahrhunderts die Ausgrenzungspolitik stärker wurde, mussten vor allem Schwarze das Gebiet verlassen. Mit der Zunahme der Rassentrennung zogen immer mehr wohlhabende Menschen aus dem District Six in die südlichen Vorstädte. Der Stadtteil galt als multikulturelles Zentrum und lockte zahlreiche Künstler an, etwa Jazzmusiker und Maler wie Kenneth Baker, die den District Six porträtierten. Auf Grundlage des Group Areas Act von 1950 erklärte die Regierung um 1966 District Six zu einer „weißen Zone“, da angeblich zu viel Kriminalität von dem Stadtteil ausging. 1968 ordnete die Regierung die Zwangsumsiedlung der Schwarzen und Coloureds an. Der Bezirk wurde vollständig geräumt und die Häuser abgerissen. Die Bürger wurden, je nach Hautfarbe, in die Townships in den Cape Flats, einer Sandebene östlich der damaligen Stadt, umgesiedelt. Bis 1982 wurden so über 60.000 Menschen aus dem District Six vertrieben. Das Gebiet sollte von Weißen besiedelt werden, blieb aber lange Zeit unbebaut.

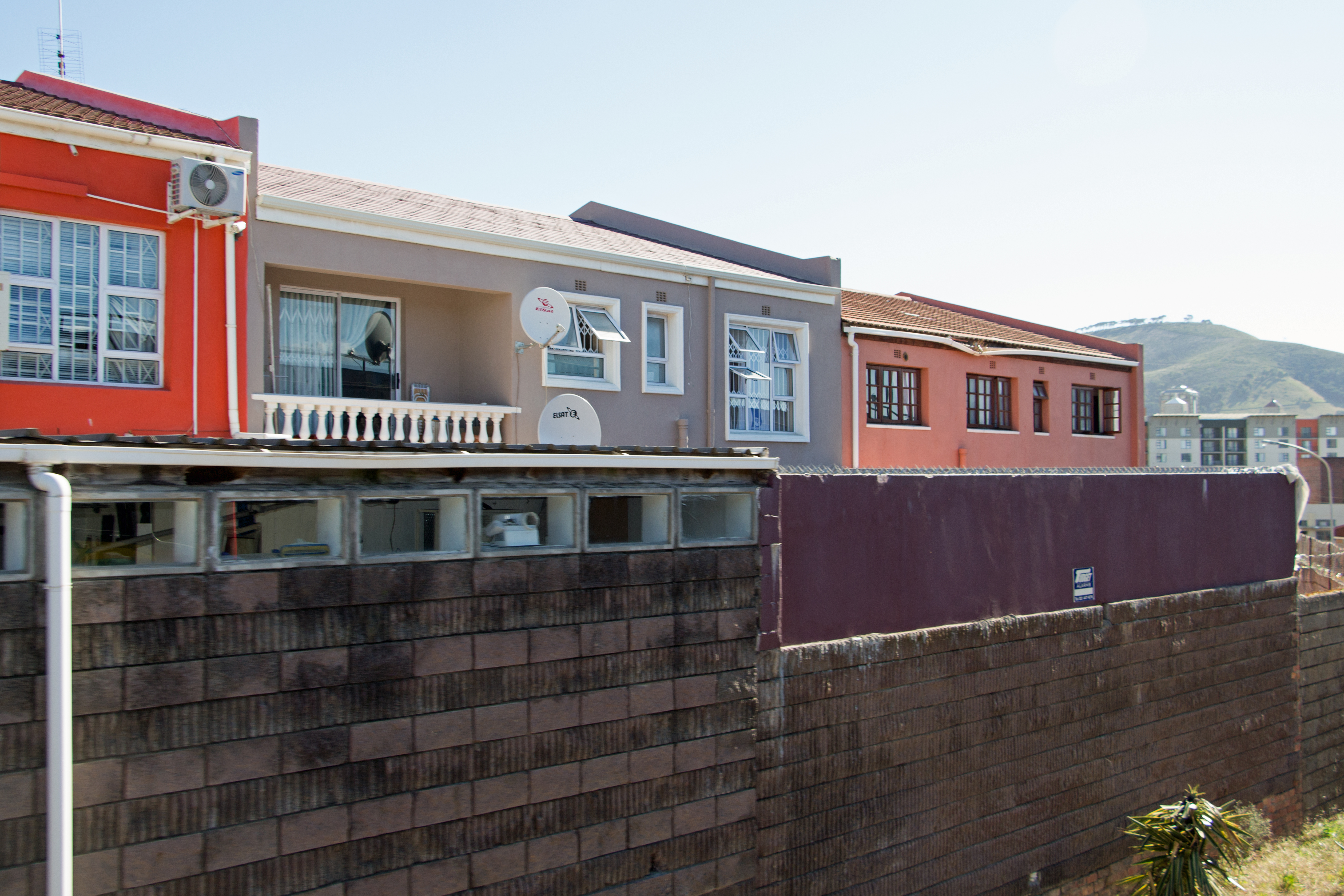
Wohnhäuser im District Six 2014

2003, neun Jahre nach dem offiziellen Ende der Apartheid, ließ die Regierung 24 neue Wohnhäuser bauen. Am 11. Februar 2004 übergab Nelson Mandela den greisen Rückkehrern Ebrahim Murat und Dan Ndzabela die ersten Schlüssel. 2005 wurde das Land komplett vermessen und die neu gebauten Häuser vergeben. Das Gebiet ist heute teilweise noch Brachland, einige Bereiche gehören jedoch zu den Stadtbezirken Zonnebloem oder Walmer Estate und sind wieder besiedelt. Nach und nach soll ein „neuer“ District Six entstehen.

## Nachwirkungen
Ein literarisches Denkmal für den District Six schuf der dort geborene südafrikanische Schriftsteller Alex La Guma mit seinem Kurzroman A Walk in the Night (1962).
Das 1994 eröffnete „District Six Museum“ in der Buitenkant Street 25 in Kapstadt bietet einen Einblick in das Leben der Menschen vor dem Abriss.
Musikalisch erinnert an den District Six Brian Abrahams mit seiner gleichnamigen Band, zu der Jazzmusiker wie die aus dem District Six stammenden Mervyn Africa, Chris McGregor, Jim Dvorak, Dill Katz und später auch Steve Lodder, Louise Elliot und Hilton Schilder gehören.
1986 wurde das von David Kramer und Taliep Petersen geschriebene Musical District 6 – The Musical erstaufgeführt. Es wurde in zahlreichen Ländern aufgeführt. Im selben Jahr erschien Richard Rives Buch Buckingham Palace, District Six, das das Leben vor und nach der Vertreibung aus District Six schildert. 
Der Science-Fiction-Film District 9 ist inspiriert durch den Distrikt und die Vorgänge zur Zeit der Apartheid.